# کازومی تسوبوتا
کازومی تسوبوتا (به انگلیسی: Kazumi Tsubota) بازیکن فوتبال اهل ژاپن و عضو تیم ملی فوتبال ژاپن است که در تاریخ ۰۸ مارس ۱۹۸۱ میلادی اولین بازی ملی‌اش را انجام داد. او در ۷ بازی ملی حضور داشت و آخرین بازی ملی خود را در تاریخ ۲۶ آوریل ۱۹۸۴ میلادی انجام داد. کازومی تسوبوتا در بازی‌های ملی‌اش
گلی به ثمر نرساند.